# Orbeasca
Orbeasca is een Roemeense gemeente in het district Teleorman.
Orbeasca telt 8029 inwoners.